# Mateusz Butrymowicz
Mateusz Antoni Butrymowicz herbu Topór (ur. 1745, zm. 1814) – sędzia grodzki piński, poseł powiatu pińskiego na Sejm Czteroletni w 1788 roku, kawaler orderów, zaufany hetmana Michała Kazimierza Ogińskiego.

## Życiorys
Ukończył pińskie kolegium jezuickie. Od 1776 roku porucznik petyhorski. Był topografem i kartografem wojskowym. W 1778 roku objął godność koniuszego pińskiego, w 1780 – miecznika. Od 1783 roku sędzia grodzki piński, od 1785 – podstarości piński.
Deputat powiatu pińskiego na Trybunał Główny Wielkiego Księstwa Litewskiego kadencji wileńskiej w 1781/1782 oraz 1786/1787 roku. Od 1788 roku był posłem na Sejm Wielki, wchodził w skład komisji skarbowej i komisji ds. buntów. Na sejmowym posiedzeniu 16 kwietnia 1789 roku oskarżył prawosławnych duchownych o wywołanie buntów wśród chłopów. Między innymi wskutek jego głosu Sejm uchwalił konstytucję nakazującą im składanie przysięgi wiernopoddańczej, a także zezwalającej na wydalenie prorosyjskich agitatorów. W czasie obrad Sejmu wiele zajmował się również tematyką żydowską, był propagatorem szerokiego udziału Żydów we wszelkich dziedzinach życia społeczno-politycznego, gospodarczego i kulturalnego Polski. Swoje poglądy wyłożył w opracowaniu Sposób uformowania Żydów polskich w pożytecznych krajowi obywatelów.
Członek Zgromadzenia Przyjaciół Konstytucji Rządowej.
Z inicjatywy hetmana Michała Ogińskiego zajmował się budową Kanału Ogińskiego i Kanału Królewskiego, przy czym budową tego drugiego osobiście kierował. Po zakończeniu budowy Kanału Królewskiego wiosną 1784 r. Butrymowicz wysłał do Warszawy całą flotyllę statków z towarami poleskimi: świeżym miodem, suszonymi rybami i grzybami, woskiem, kaszą jęczmienną, łojem wołowym itp., co zaskoczyło ludność stolicy i samego króla. We wrześniu tegoż roku Stanisław August złożył wizytę na Polesiu, uroczyście otwierając kanał dla żeglugi. Miał wielkie zasługi dla wybicia przez poleskie błota traktów z Pińska do Słonimia oraz na Wołyń. Za zasługi dla komunikacji odznaczonym orderami: Orła Białego i Świętego Stanisława.
Brak jest informacji co do jego losów po wojnie w obronie Konstytucji 3 Maja.
Świetnie zarządzał osobistym majątkiem. Jako pierwszy na Polesiu prowadził rozległe prace melioracyjne i stosował zaawansowane zabiegi agrotechniczne. Wiele uwagi poświęcał oświeceniu swoich chłopów. M. in. w wiosce Łopatyn otworzył szkołę dla dzieci rzemieślników i chłopów, gdzie początkowo nauczano czytać i pisać, a następnie różnych rzemiosł. W Pińsku w latach 1784-1790 zbudował pałac w stylu klasycystycznym. Kamień węgielny pod budowlę osobiście położył król Stanisław August w 1784 r. Był dwukrotnie żonaty. Z pierwszą żoną miał córkę Józefę, wydaną za Michała Ordę. Synem tej pary, wnukiem Mateusza Butrymowicza był Napoleon Orda.
Imię Mateusza Butrymowicza nosiła w dwudziestoleciu międzywojennym jedna ze szkół powszechnych w Lublinie (obecna Szkoła Podstawowa nr 24 im. Partyzantów Lubelszczyzny w Lublinie).